# Шрамм, Беате
Беате Шрамм (нем. Beate Schramm; род. 21 июня 1966, Лайсниг, Средняя Саксония) — немецкая гребчиха, выступавшая за сборные ГДР и объединённой Германии по академической гребле в период 1986—1992 годов. Чемпионка летних Олимпийских игр в Сеуле, четырёхкратная чемпионка мира, победительница многих регат национального и международного значения.

## Биография
Беате Шрамм родилась 21 июня 1966 года в городе Лайсниг, ГДР. Проходила подготовку в Потсдаме в местных спортивных клубах «Динамо» и «Потсдамер».
Впервые заявила о себе в гребле в 1983 году, выиграв золотую медаль в одиночках на юниорском чемпионате мира во Франции. Год спустя повторила это достижение на аналогичных соревнованиях в Швеции.
Первого серьёзного успеха на взрослом международном уровне добилась в сезоне 1986 года, когда вошла в основной состав восточногерманской национальной сборной и побывала на чемпионате мира в Ноттингеме, откуда привезла награду золотого достоинства, выигранную в зачёте парных двоек.
В 1987 году на мировом первенстве в Копенгагене попасть в число призёров не смогла, показав в парных двойках пятый результат.
Благодаря череде удачных выступлений удостоилась права защищать честь страны на летних Олимпийских играх 1988 года в Сеуле — в женских парных четвёрках совместно с Керстин Фёрстер, Кристиной Мундт и Яной Зоргерс пришла к финишу первой и завоевала тем самым золотую олимпийскую медаль. За это выдающееся достижение по итогам сезона была награждена орденом «За заслуги перед Отечеством» в золоте.
В 1989 году в парных двойках одержала победу на чемпионате мира в Бледе.
На мировом первенстве 1990 года в Тасмании вновь была лучшей в программе парных двоек.
После объединения ГДР и ФРГ Шрамм вошла в основной состав национальной сборной Германии и продолжила принимать участие в крупнейших международных регатах. Так, в 1991 году она отметилась победой в двойках на мировом первенстве в Вене, став таким образом четырёхкратной чемпионкой мира по академической гребле.
В 1992 году выиграла два этапа Кубка мира и отправилась выступать на Олимпийских играх в Барселоне — стартовала здесь в программе женских одиночек, но сумела дойти лишь до стадии полуфиналов, расположившись в итоговом протоколе соревнований на 12 строке.
Впоследствии на пол ставки работала экономистом в Федеральном министерстве финансов Германии, служила в полиции.